# Giudicarie

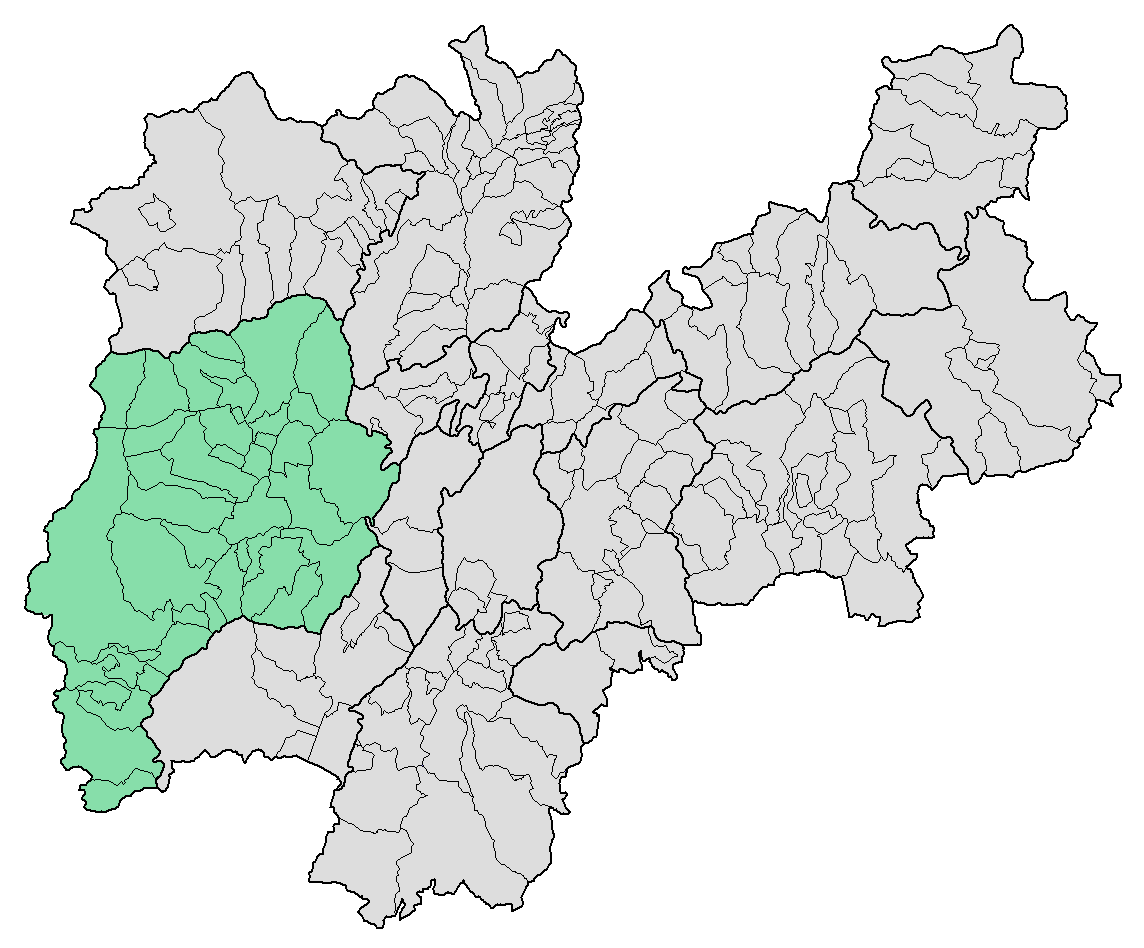
Talgemeinschaft Comunità delle Giudicarie (grün) im Trentino (grau)

Giudicarie (deutsch Judikarien) nennt man die Tallandschaften der norditalienischen Alpen nordwestlich des Gardasees, an der oberen Sarca und dem oberen Chiese zwischen Adamellomassiv, Brentagruppe und den nordwestlichen Gardaseebergen. Sie liegen westlich von Trient und bilden die Talgemeinschaft (italienisch Comunità di valle) Comunità delle Giudicarie im Trentino, Italien.

## Namensherkunft
Die Bezeichnung „Judikarien“, auf Italienisch Giudicárie, bedeutet „Gerichtsbezirke“ und geht auf Rechtsgepflogenheiten des Mittelalters zurück. In einem Testament des Veroneser Bischofs Notecherius vom Jahr 927 ist die Rede von den Judicaria Summa Laganensis, die ein weit größeres Territorium umfassten und Gebietseinteilungen beschrieben, die noch von den Langobarden aus den Militärordnungen der späten Römerzeit übernommen wurden. Die Judicaria Summa Laganensis wurde 1349 in einem Kaufvertrag zwischen dem Bischof von Trient und dem Skaliger Mastino II. auf die heutige Ausdehnung der sieben Bezirke („Le Sette Pievi delle Giudicarie“) reduziert, weil der Rest (die Gebiete von Riva und Tenno, Ledro, Arco und das Cavedine Tal) an den Skaliger abgetreten wurde. Das ganze Territorium unterstand seit dem Jahr 927 der Mark Trient und seit 1027 den Fürstbischöfen von Trient.
Im landesüblichen Sprachgebrauch wird auch heute noch zwischen den „Inneren Judikarien“, auf Italienisch Giudicarie interiori mit dem Valle di Campiglio, dem Val Rendena, dem Becken von Tione (la busa), dem Val di Breguzzo und dem Valle del Chiese bis zum Idrosee und den „Äußeren Judikarien“, auf Italienisch Giudicarie esteriori mit den Gebieten von Bleggio, Banale und Lomaso unterschieden. Andere Einteilungen, wie „Unteres Judikarien“ oder „Mittleres Judikarien“ sind viel später aus wirtschaftlichen oder touristischen Motiven entstanden.

## Lage und Ausdehnung
Im Norden und im Westen bilden die Berge der Adamello-Presanella-Alpen die Grenze zum Val di Sole und zur Val Camonica. Im Nordosten verläuft die Grenze zum unteren Teil des Val di Sole und zum Val di Non durch das Brenta-Massiv zur Anhöhe von Andalo hin, und im Osten bildet der Höhenzug der Paganella und des Monte Gazza bis zur Schlucht des Limarò vor Toblino die Grenze. Südlich davon schreibt der in das Sarca-Tal steil abfallende und zu den Gardaseebergen gehörende Monte Casale den Grenzverlauf fort. Durch die Ledro-Berge streicht die Grenze über den 763 m hohen Passo del Ballino, nördlich des Tennosees gelegen, bis zu deren nach Westen abfallenden Bergflanken zum Valle del Chiese hin, wo diese flacheren und unscheinbar wirkenden Höhenrücken die Grenze zum Ledro Tal bilden. Ein Gutteil der Judikarien liegt im Parco regionale dell’ Adamello und Parco naturale Adamello-Brenta, dem größten zusammenhängenden Schutzgebiet der Alpen.

## Topografisches
Zeichnet man die Richtungen der Hauptverkehrsadern durch die Judikarien auf ein Blatt Papier, lässt sich leicht feststellen, dass das Ergebnis die Form eines nach rechts geneigten Buchstaben „H“ aufweist, dessen Senkrechtbalken unterschiedlich lang sind. Der rechte wird in etwa von der Straße 421 nachgebildet, die das Nonstal am Molvenosee entlang durch den Banale und Lomaso über dem Ballino-Pass mit Riva del Garda verbindet und die Äußeren Judikarien nachstellt. Der linke Senkrechtarm, also die Inneren Judikarien, wird vom Norden ausgehend vom Tal des Campiglio, vom Rendena Tal, vom Tal des Arnò südlich von Tione und vom Tal des Chiese gebildet. Den Querbalken bilden die alte Panoramastraße am nördlichen Hang des Sarca Tales entlang nach Stenico und die Talstraße am Stausee von Ponte Pià vorbei durch die Scaléta nach Ponte Arche sowie die Verbindung von Tione über den Durone Pass nach Bleggio Superiore.

## Die Täler der Inneren Judikarien

### Das Valle di Campiglio
Die Straße über den 1682 m hoch gelegenen Passo Campo Carlo Magno ist die einzige Nord-Süd-Verkehrsverbindung zwischen dem Val di Sole und den Tälern der Inneren Judikarien. Der englische Alpinist und Reiseschriftsteller Douglas William Freshfield hat 1875 in seinem Werk The Italian Alps beschrieben, wie er bei einem früheren Besuch an der Stelle, an der sich später Madonna di Campiglio entwickelt hat, nichts als eine Wiese mit einer Wallfahrtskirche mit Hospiz und eine Herde Kühe bei einer Futterkrippe vorgefunden habe. Hochkarätige Präsenz aus den Kreisen des habsburger und des europäischen Adels hat bereits im auslaufenden 19. Jahrhundert mitgeholfen, aus diesem Flecken einen der bekanntesten Fremdenverkehrsorte des Trentino zu machen.
Das Gewässer in diesem Tal wird Sarca di Nambino oder Sarca di Campiglio genannt. Es ist einer der drei Quellflüsse, die von der Konvention bestimmt, alle im Adamello-Presanella Gebiet auf der orografisch rechten Seite entspringen.
Südlich von Madonna di Campiglio, nach der Ortschaft Sant’Antonio di Mavignola, nimmt dieser Quellfluss den Sarca di Nambrone aus dem etwa 9 km langen und karförmigen Val Nambrone auf. Vom Valle di Campiglio wird dieses Tal durch die Bergkette des Monte Nambrone – Monte Serodoli getrennt. Von der rechten Seite kommen aus dem Brentamassiv bis Pinzolo die Bäche aus den Tälern Vallesinella, Brenta und Valàgola dazu.

### Das Val Rendena

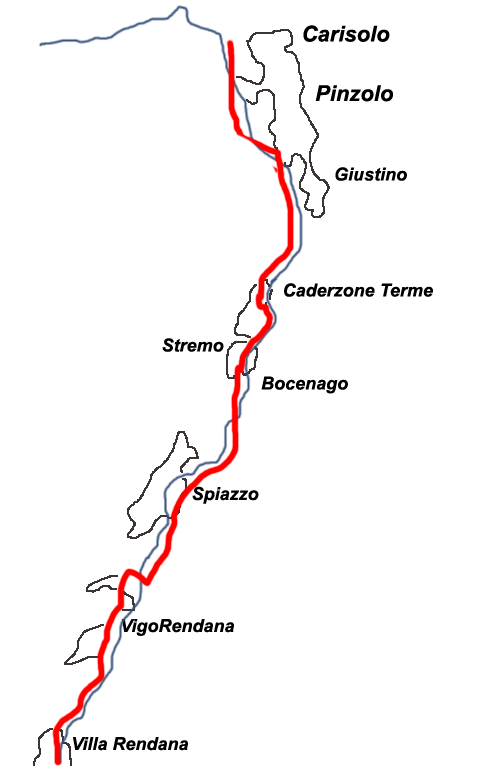
Durch das Valle Rendena führt ein Radweg („Pista Ciclabile“)

Bei Carisolo wird ebener Talboden erreicht. Auf der rechten Seite des Rhendenatals öffnet sich der breite Trichter des Taleinganges in das Val di Genova, das sich 17 km zwischen die Gebirgsstöcke der Presanella und des Adamello hineinzwängt, und das links und rechts mit Wasserfällen aufwarten kann, von denen jene von Nardis wohl die bekanntesten sind.
Auf einem Felsvorsprung am nördlichen Talrand steht das Kirchlein von Santo Stefano, das von Simone Baschenis eindrucksvoll ausgemalt wurde.
Die Baschenis waren eine wandernde Malerfamilie, die aus Averaria bei Bergamo stammte und innerhalb eines Zeitraumes von 100 Jahren zwischen 1461 und 1547 viele Kirchen der Judikarien, des Val di Sole und des Val di Nons verschönerte. Simone, Cristoforo und Dionisio Baschenis waren die bekanntesten Vertreter dieser Dynastie. Ihre Auftraggeber waren die Gemeinden oder die Bruderschaften der Battuti, eine Kongregation von Laienbrüdern. In ihren Malereien stellten sie Themen dar, die die Erwartungen der Talbewohner sehr gut widerspiegeln und in ihrer frischen und klaren Farbwahl althergebrachte Darstellungsschemen zum Ausdruck bringen. Dadurch erzielen sie einen originellen Effekt, der eine Synthese aus der gotischen Ikonographie und jener der Renaissance schafft, angereichert mit lebendigen volkstümlichen Elementen. Die Vigiliuskirche von Pinzolo mit ihrem Totentanz von Simone Baschenis ist wohl das bekannteste Beispiel.

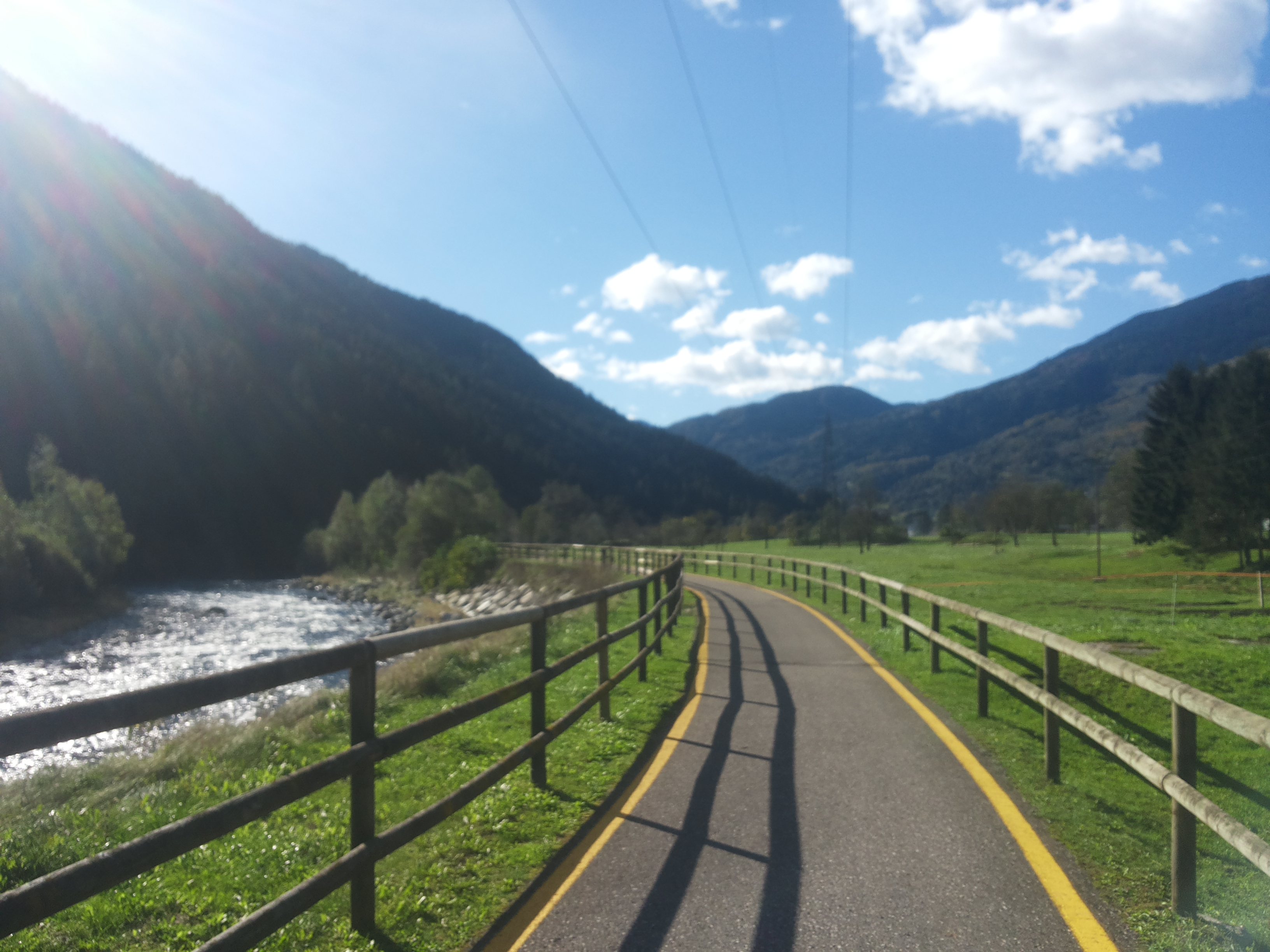
Neben der Sarca die Ciclopista

Bei Pinzolo vereinigt sich der dritte Quellfluss der Sarca, die Sarca di Genova aus dem Val di Genova, mit den anderen und bildet ab hier die Sarca ohne jeden Zusatz. Am Ortsende von Pinzolo in Richtung Tione steht ein von frà Silvio Bottes 1968 geschaffenes Denkmal al Moleta, dem Scherenschleifer gewidmet, das an jene Handwerker des Val Rendena erinnern soll, die früher mit ihrem Schleifstein auf Rädern durch alle Länder zogen, um ihren Lebensunterhalt mit der Messer- und Scherenschleiferei zu verdienen. Daneben gab es noch die segantini, die wandernden Sägewerksarbeiter und die Wursthersteller von Caderzone und Strembo, die es den Scherenschleifern gleichtaten und gewissermaßen zu einem Exportschlager und zu einem Markenzeichen des Rendenatales wurden.
In Caderzone, das ist die nächste größere Ortschaft nach den Dörfern Giustino und Massimeno, hat das Geschlecht der Grafen Lodron, die seit dem Mittelalter über mehrere Jahrhunderte hindurch das ganze Gebiet der hinteren Judikarien regierten, den Palazzo Bertelli hinterlassen. Die Sippe war in ihrer Machtausübung alles andere als zimperlich, und Marco da Caderzone, ein unehelicher Sohn des Giorgio I. aus der Linie der Castel Lodron und ein besonders gewalttätiger Vertreter dieses Geschlechts, hat im ausgehenden 15. Jahrhundert durch seine rücksichtslosen Übergriffe traurige Berühmtheit erlangt. Auf einem Schwemmkegel nördlich von Caderzone steht der Maso Curio, ein einzigartiger aus dem 14. Jahrhundert stammender ungewöhnlich großer Bauernhof, der eine wirkliche Sehenswürdigkeit darstellt.
Von der Hangsiedlung Bocenago auf der linken Talseite aus können die nächsten Dörfer, Strembo, Mortaso und Spiazzo überblickt werden. Von Spiazzo zweigt eine Straße ab, die den linken Hang erklimmt und über den 1168 m hoch gelegenen Pass von Daone in das Val Manéz und nach Preore östlich von Tione führt.
Vor der Ortschaft Pelugo trifft man auf eine von den Baschenis ausgemalte Kirche. Sie ist an einem Friedhof gelegen und dem heiligen Abt Antonius geweiht. Sie befindet sich in der Nähe der Mündung des Val di Borzago, das vom Rio Pedù di Pelugo entwässert wird. Das ist ein rechts liegendes Seitental, das im Hintergrund vom zum Adamellomassiv gehörenden Carè Alto beherrscht wird. Der Bereich der gleichnamigen Schutzhütte war im Ersten Weltkrieg ein wichtiges Logistikareal des österreichischen Heeres. Ein guter Teil des Tales wird von einer Straße erschlossen, die von Borzago aus, einem Ortsteil von Spiazzo, ihren Ausgang nimmt.

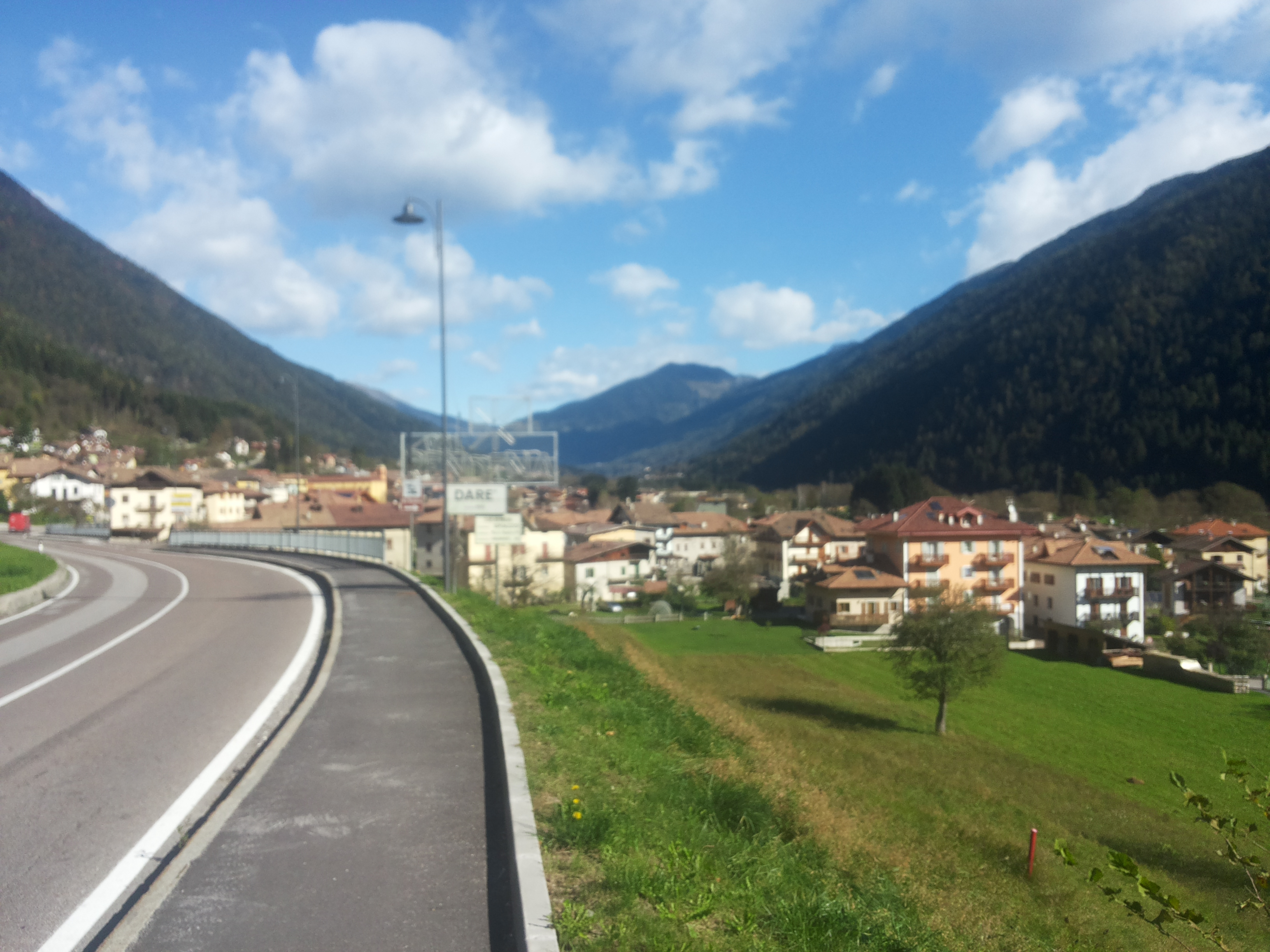
Darè im unteren Abschnitt des Val Rendena

Ein weiteres rechtes Seitental ist das Val di San Valentino, das vom Rio Pedù di San Valentino entwässert wird, der bei Villa Rendena in das Haupttal mündet. Die Straße in dieses Seitental zweigt hingegen schon bei Vigo Rendena ab. Das Haupttal ist in diesem Bereich sehr dicht besiedelt, denn die Dörfer fließen nahezu konturlos ineinander über. Vor Villa Rendena sind dies noch die Ortschaften Darè und Iavrè und danach der Weiler Verdesina auf einer von der Talstraße aus nicht einsehbaren Hangterrasse gelegen. Gleich unterhalb von Verdesina mündet der Rio Finale in den Sarca. Er bildet die Grenze zwischen dem Val Rendena und dem Becken von Tione.

### Das Becken (la busa) von Tione
Die Ortschaft Tione di Trento ist der Hauptort der Inneren Judikarien, verfügt über ein Krankenhaus und beherbergt zahlreiche Verwaltungen lokaler Behörden. Ein verheerender Großbrand im Jahre 1895 hat den Ort den Großteil der alten Bausubstanz beraubt, sodass nur der südlichste Teil den Charakter aus früheren Zeiten bewahren konnte.
Bei Tione wendet sich das Tal der Sarca gegen Osten und verengt sich zusehends bis zum Stausee von Ponte Pià. Auf der linken Seite des Flusses am Sonnenhang liegen die zwei kleinen Ortschaften Preore und Ragoli. Von Preore aus führt eine kurvenreiche Straße zu den kleinen Fraktionen der Gemeinde Montagne Cort, Larzana und Binio und in das Val Manéz. Nicht weit von Ragoli mündet ein weiteres langes Seitental in das Haupttal, das Val d’Algone. Die Straße zieht weit oberhalb des Flusslaufs den Hang entlang nach Stenico.
Am südlichen Sarca-Ufer liegen gegenüber von Preore die kleine Ortschaft Saone und auf einer Hangterrasse die Orte Bolbeno und Zuclo. Vom letztgenannten Ort führt eine Straße über den 1000 m hoch gelegenen Durone Pass nach Bleggio Superiore.

### Das Tal des Arnò
Im Becken von Tione nimmt der Sarca den aus dem Süden heranströmenden Arnò auf, der im Val di Breguzzo entspringt und von der auf dem Sattel von Bondo 823 m hoch gelegenen Wasserscheide an der Ortschaft Breguzzo vorbei noch nach Norden abgebogen wird. Auch der aus dem gegenüber liegenden kleinen Val Gaverdina fließende Bach teilt dieses Schicksal und wird bei Bondo vom Arnò aufgenommen.
Bei der Ortschaft Breguzzo sind die Überbleibsel der “Rocca di Breguzzo” zu sehen, die im Mittelalter zuerst den Bischöfen von Trient und dann den Lodron unterstand und einst für die Sicherheit des Durchzugsverkehrs eine wichtige Funktion ausübte. Solche Gemäuer sind weiter südlich im Tal des Chiese häufiger anzutreffen, fehlen aber im Rendena Tal völlig. Breguzzo und die auf dem flachen Wiesensattel liegende Ortschaft Bondo gehörten früher zur Pieve di Tione. In Bondo befand sich der Sitz der österreichisch-ungarischen Heeresleitung für die Adamello-Front während des Ersten Weltkrieges. Auf ihre Initiative hin wurde dort ein Soldatenfriedhof für etwa 700 Gefallene dieses Frontabschnittes eingerichtet.

### Das Valle del Chiese
Das Tal südlich des Sattels von Bondo ist das Tal des Chiese, obwohl der gleichnamige Fluss im Val Daone entspringt und somit erst weiter südlich den Boden des Haupttales erreicht. Diesen oberen Teil des Tales entwässert der Adanà. Er entspringt im Val Bondone, das bei der Ortschaft Roncone neben dem gleichnamigen kleinen See in die Adamello-Gruppe hineinführt. Die Kirche Santo Stefano ist wegen der kunstvoll gestalteten und geschnitzten Orgelempore einen Besuch wert.
Hin zur nächsten Ortschaft verengt sich das Tal und bei Lardaro hat die Geschichte drei österreichische Sperrforts hinterlassen: Larino, Danzolino und Revegler. Schon während der napoleonischen Epoche waren französische Truppen hier brandschatzend durchmarschiert, und die Angriffe lombardischer Freischärler 1848 waren für die österreichische Generalität der Anlass, erste Festungsbauten zu errichten. Als aber 1859 die Grenze zu Italien gewissermaßen vor die Haustür verlegt wurde, machte die Heeresführung Ernst und erbaute an dieser strategisch günstigen Stelle innerhalb kürzester Zeit einen für damalige Verhältnisse schwer zu überwindenden militärischen Sperrgürtel.
Nach Agrone, einer Fraktion der ehemaligen selbstständigen Gemeinde Pieve di Bono, fällt das Tal leicht ab und weitet sich bei der Talgabelung in das lange Daonetal. Die Fraktionen Strada, Creto und Cologna liegen in der Talniederung, die Fraktion Por auf einer Anhöhe der linken Talseite. Entlang der Straße nach Por ragt der Schlosshügel des Castel Romano auf. Die Burg war seit dem 14. Jahrhundert einer der Hauptsitze der Grafen Lodron. Übriggeblieben von der einst mächtigen Anlage sind auch heute noch majestätisch anmutende Mauerruinen riesigen Ausmaßes. Die Anhöhe von Por bietet einen weiten Rundumblick auf die Dörfer im Eingangsbereich des Daone Tales (Bersone, Daone, Praso und Sevror), auf das Hochplateau von Boniprati oberhalb der Ortschaft Prezzo mit den Ortsteilen Dos und Cistel und auf die dahinter liegenden Berge der Adamello-Gruppe. Die nächste Ortschaft im Talgrund ist Cimego. Von dort führt eine kurvenreiche Straße den rechten Hang hinauf nach Castel Condino. Talabwärts zweigt das langgezogene Tal des Giulis, auch Valle Aperta genannt, in die Hänge der Adamello Berge.
Bis in diese Gegend drangen im Dritten Italienischen Unabhängigkeitskrieg 1866 etwa 40.000 garibaldinische Freischärler vor, gegen die die österreichischen Truppen in Unterzahl in den Gefechten um Monte Suello und Condino und in der Schlacht bei Bezzecca im Ledrotal schon den Kürzeren gezogen hatten. Garibaldi schickte sich bereits an, weiter nach Trient vorzudringen, als ihn in Bezzecca die Order des Oberbefehlshabers des piemontesischen Heeres La Marmora erreichte, sich wegen des inzwischen geschlossenen Waffenstillstandes aus dem Trentino zurückzuziehen. Mit einem Telegramm mit dem berühmt gewordenen einzigen Wort ”Obbedisco!” (”ich gehorche”) beugte sich Garibaldi widerwillig diesem Befehl.
Condino ist nach dem weiter südlich liegenden Ortschaft Storo der zweitgrößte Ort des Tales. Eine kurvenreiche Straße führt nach Brione. Es ist ein reizvolles Bergdorf auf der rechten Talseite und mit 893 m der höchstgelegene Ort des Tales. In Condino haben die Baschenis bei der Kirche San Rocco (großer Christoforus) und im Laurentius-Kirchlein hoch auf der linken Talseite ihre Spuren hinterlassen.
Vor Storo weitet sich das Tal. Es liegt auf der linken Talseite, wo der Eingang in das enge Val d’Ampola einen Trichter in den steilen Felswänden bildet. Durch dieses Seitental führt eine Straße nordostwärts über den Ampola Pass in das Ledrotal. Es wird vom Palvico entwässert, der im kleinen Ampolasee entspringt. Im Tal sind noch die Überreste des österreichischen Sperrforts Ampola zu finden, das bei der garibaldinischen Invasion 1866 eine Rolle spielte. Auf der rechten Seite des Chiesetales befinden sich die Fraktionen der Gemeinde Storo Darzo und Lodrone. Von der Ortschaft Lodrone aus hat das Geschlecht der Lodron seine jahrhundertelange Expansion angetreten. Am Berghang steht ihr Stammschloss Santa Barbara, im Ort ihr Herrenhaus, die Villa Baviera, die bis knapp nach dem Zweiten Weltkrieg noch von den Nachkommen eines Zweiges dieser Familie bewohnt wurde. Etwa 5 km weiter westlich auf dem Taleingangsrücken in das Caffarotal liegt die Fraktion Riccomassimo, eine kleine Hangsiedlung.
Das südliche Ortsende von Lodrone liegt am Ufer des Flusses Caffaro, der aus dem Bagolinotal herauskommt und die Grenze zur Provinz Brescia bildet. Ponte Caffaro am Idrosee liegt im brescianer Verwaltungsbereich. Weiter südlich steht hoch über dem östlichen Seeufer ein weiteres Schloss der Lodron, San Giovanni, neben der Ortschaft Bondone.

## Die Landschaften der Äußeren Judikarien
Der Sarca-Fluss wendet sich bei Tione nach Osten und behält für ca. 25 km diese Richtung bei. Er bricht sich Bahn durch die kurze und tiefe Talenge der Scaléta bei Stenico und quält sich nach Ponte Arche und Comano Terme tosend durch die mehrere Kilometer lange Schlucht des Limarò nach Sarche, wo er seinen Lauf in der breiten Talfurche des Valle dei Laghi wieder nach dem Süden richtet, um ihn dann im Gardasee zu beenden.
Die Äußeren Judikarien präsentieren sich als weite langgezogene Talmulde, deren sanft ansteigende Hochflächen und Anhöhen mit zahlreichen Dörfern übersät sind und von Bergketten umgeben sind, die keine scharfen Konturen aufweisen. Dieser Teil der Judikarien ähnelt sehr stark dem Nonstal nördlich der Brenta. Von den tief eingeschnittenen Läufen der eher kleinen Bäche ist von oben kaum etwas zu bemerken. Die Übergänge in die benachbarten Talschaften (Ballino Pass, Durone Pass, der Sattel von Andalo, der Limarò) können höchstens erahnt werden. Das Bachbett des Sarca bildet ebenfalls von der Vogelperspektive aus eine kaum sichtbare Trennlinie, die den Banale im Norden vom Lomaso und vom Bleggio im Süden trennt. Die südlich des Sarca gelegenen Hochflächen werden vom Duina-Bach, der das Val Marcia im Südwesten entwässert, in den östlich gelegenen Lomaso und in den Bleggio westlich davon getrennt.

### Der Bleggio
Im Bleggio liegen zahlreiche kleine Dörfer nebeneinander. Der Gemeindehauptort ist Santa Croce und befindet sich im Bleggio Superiore. In einem römischen Inschriftsfragment, das hier gefunden wurde, wird ein „Sextus Blegina“ genannt, also Sextus aus Bleggio. Der Bleggio Superiore ist durch eine Hangstufe vom Bleggio Inferiore getrennt. Dort erheben sich auf dem ”dosso della vedova” in der Nähe des Weilers Vergonzo noch die notdürftig restaurierten Überreste der Burg Restor, die im 13. Jahrhundert von den Grafen Arco erbaut wurde und zusammen mit dem Castel Spine im gegenüberliegenden Lomaso deren wichtige Verteidigungsstützpunkte in dieser Gegend gegen die Herren von Campo und gegen die Lodron waren. Die Straße über den Durone Pass (Höhe 1000 m) nach Tione bietet auf dem Scheitel und auf der dicht bewaldeten Westrampe kaum Aussicht. Von der Ostrampe aus kann an mehreren Stellen der Bleggio und der Lomaso gut überblickt werden. Nicht weit oberhalb des Passes befindet sich die Malga Stabio.

### Der Lomaso
Die Gemeinde Fiavé liegt im Süden des Lomaso. Zu ihr gehören neben dem Hauptort noch die Fraktionen Ballino, Favrio und Stumiaga. Ballino liegt auf dem gleichnamigen Passo del Ballino, über den die Staatsstraße SS 421 dei Laghi di Molveno e Tenno nach Riva del Garda führt. In Ballino hat ein Gutteil der Einwohner deutschsprachige Vorfahren, die nach der Pestepidemie von 1630 die Lücken, die der schwarze Tod in die Bevölkerung riss, durch allmähliche Zuwanderung wieder auffüllten. Wahrscheinlich hat deswegen der junge Andreas Hofer in diesem Ort drei Jahre lang gelebt und gearbeitet (1785–88), um die italienische Sprache und das welsche Tirol kennenzulernen. Von Touristen erwandert und gerne besucht wird die ”Camerona di Ballino”, eine große Karsthöhle oben am Berg.
In Archäologenkreisen bekannt geworden ist Fiavè besonders durch die vielen Funde in einem Torfmoor südlich der Ortschaft, das aus dem See Carera entstanden ist. Nachgewiesen wurde hier ein prähistorischer Siedlungsplatz unter anderem in Form von Pfahlbauten während eines Zeitraums von 2300 bis 1200 v. Chr. Hinter Favrio bildet das Val Lomasone eine wunderbar anzusehende von den Gletschern geformte lange Talhalbröhre auf den Calino Sattel hinauf, der nach Tenno führt.
Die benachbarten Orte im Norden gehören zur Gemeinde Comano Terme. In Vigo Lomaso befindet sich die Pieve di San Lorenzo, eine der ältesten Kirchen des Trentino mit einem von der Kirche getrennten Baptisterium. Vigo Lomaso ist auch die Heimat Bernardino Dalpontes, ein Zeitgenosse und trentinischer Mitkämpfer Andreas Hofers während der Napoleonkriege. Auf dem Hang nach Lundo hinauf stehen die Überreste des schon erwähnten Castel Spine, das ursprünglich, wie manch anderes Schloss der Judikarien, im Besitz der Dorfgemeinschaft war. Im 13. Jahrhundert ging es in den Besitz der Grafen Arco über.
In Campo Lomaso sticht die „Villa de Lutti“ ins Auge, ein im 19. Jahrhundert umgebauter und erweiterter Künstlertreff, der damals im ganzen Trentino bekannt war. Westlich von Campo steht auf einem Felssporn in der Duina-Schlucht das gut erhaltene Castel Campo der Herren von Campo, ein niederer Lehnsadel der Judikarien, aus dem Matthias Gallas abstammte, der im Dreißigjährigen Krieg in kaiserlichen Diensten Karriere machte.
Ponte Arche am Sarca ist der Hauptort der Gemeinde Comano Terme. Sie ersetzt seit 2010 die ehemaligen Gemeinden Bleggio Inferiore mit den Orten oder Weilern Bié, Càres, Cillà, Vergonzo, Comighello, Bono, Duvrédo, Sesto, Villa, Tignerone, ein Teil von Santa Croce sowie Lomaso mit den Orten Dasindo, Vigo Lomaso, Campo Lomaso, Lundo, Pόia, Godénzo, Comano und mit einem territorial abgegrenzten Teil des Val d’Algόne im Brenta Gebiet. Der Ort liegt sehr zentral und hat deswegen schon in der Vergangenheit verschiedene Institutionen der äußeren Judikarien an sich gezogen.
Den größten Bekanntheitsgrad besitzt ohne Zweifel der kleine Ort Comano Terme, dessen sagenumwobene Heilquellen schon den Römern bekannt waren und im Mittelalter einen besonderen Ruf genossen. Die Quellen wurden um 1400 von einem Bergsturz verschüttet und erst Jahrhunderte später wieder ausgegraben, nachdem sich die Kunde verbreitet hatte, dass Bauern, die ihre von der Krätze befallenen Hände ins aussickernde Wasser tauchten, von dieser Krankheit geheilt wurden.

### Der Banale
Bei Ponte Arche befindet sich die Brücke, die schon früher den Banale mit dem Lomaso und dem Bleggio verband, deswegen der Name. Heute überquert die Hauptverkehrsader bei Villa Banale weiter östlich die 90 m tiefe Sarca-Schlucht. Villa Banale ist eine Fraktion der Gemeinde Stenico. Stenico liegt auf der Hochfläche am Fuße des Dos della Forra, eines südlichen Ausläufers der Brenta-Gruppe. Der westliche Ortsteil liegt in einer Art Sattel zwischen dem Berghang und dem Schloss Stenico. Es ist sehr gut erhalten und gehört zu den schönsten seiner Art im Trentino. Es war ursprünglich im Besitz der Dorfgemeinschaft und im Mittelalter heftig zwischen den Adelsfamilien der Judikarien und der Castelbarco umkämpft. Am Beginn der Neuzeit übernahmen es die Bischöfe von Trient, saßen zeitweise selbst dort und erwählten es zum Sitz ihres Verwalters in den Judikarien. Vom Schloss aus hat man Blickverbindung zu allen anderen Burgen dieses weiten Beckens. Westlich des Schlosses fällt der Burgfelsen in das Valle dei Molini (Mühlental) ab, in dem früher der wasserreiche Rio Bianco aus dem Valle Laòn zahlreichen Mühlen und Schmieden den Betrieb garantierte. Die weiteren Fraktionen von Stenico sind Premione, Sclemo und Seo.
Die nächsten kleinen Ortschaften auf dem folgenden Landschaftsplateau sind Tavodo und Andogno, die zur Gemeinde Dorsino gehören. Tavodo war einst Sitz der Pieve del Banale, von der das ganze nördlich des Sarca liegende Gebiet den Namen übernommen hat. Diese Gegend ist auch Heimat der ”ciuìga”. Das ist eine geräucherte Schweinswurst, die mit gekochten weißen Rüben gestreckt ist. In der Vergangenheit behalfen sich die Bewohner der Not und dem Mangel gehorchend auf diese Weise damit, bei der Schlachtung die zu verwurstende Fleischmenge zu erhöhen. Nach Überquerung des Ambièz-Baches gelangt die Straße nach Dorsino, hinter dem sich das weit in das Brenta-Massiv hineinreichende Val d’Ambièz öffnet.
San Lorenzo in Banale ist die touristisch besterschlossene Ortschaft. Es entstand aus den 7 Weilern Berghi, Pergnano, Senaso, Dolaso, Prato, Prusa und Glolo. In der Nähe von Glolo sind auf einem Felsvorsprung in der Schlucht des Val Bondai die Überreste des Castel Mani zu finden. Von dort öffnet sich ein einmaliger Blick durch die Sarca-Schlucht hinaus in das äußere Sarca-Tal. Der Dos del Comun bietet einen ungehinderten Ausblick auf das Gebiet von Nembia und auf das Tal des Bondai.
Der Molvenosee weiter nördlich ist durch einen riesigen Felssturz um etwa 1000 v. Chr. entstanden. Er ist der zweitgrößte See des Trentino, der vollständig auf Landesterritorium liegt. Er hat oft keinen natürlichen Ablauf. Das Wasser sickert zu einem Gutteil durch den Felsschutt dieses Bergsturzes und tritt weiter unten im Bondai Tal zu Tage.
Der einzige Ort am Nordufer ist Molveno.